# Géza Fejérváry

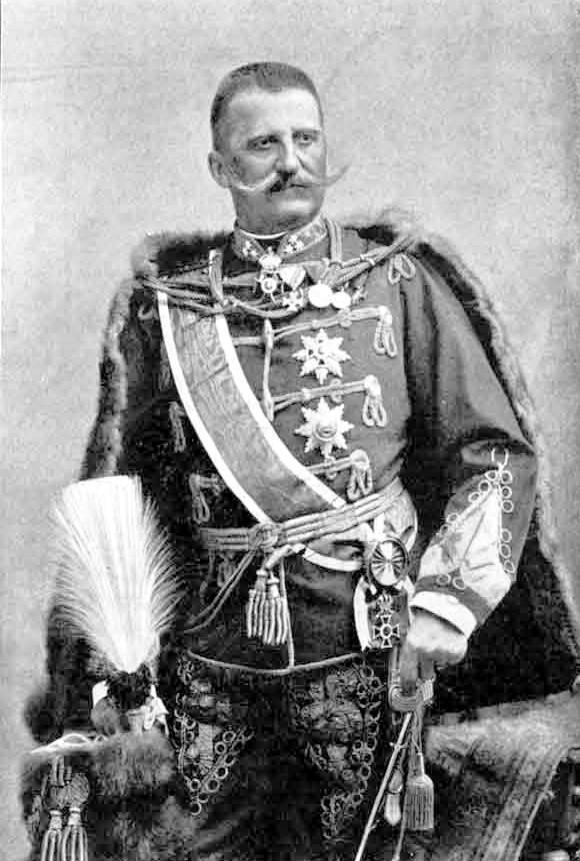
Géza Fejérváry, 1894

Géza Fejérváry, baron de Komlós-Keresztes, född 15 mars 1833, död 25 april 1914, var en ungersk militär och politiker.
Fejérváry var ursprungligen österrikisk officer. Som statssekreterare i försvarsdepartementet 1872-1884 och försvarsminister 1884-1903 organiserade Fejérváry det ungerska lantvärnet, den så kallade "honvédarmén". 1905-1906 var han chef för en oparlamentarisk regering, som effektivt befrämjade uppgörelse i språkstriden.